# 동해웰빙레포츠타운 보조경기장
동해웰빙레포츠타운 보조경기장(東海웰빙레포츠타운補助競技場, Donghae Wellbeing Leports Town Auxiliary Stadium)은 대한민국 강원특별자치도 동해시에 있는 스포츠 시설이다. 인조잔디 필드가 갖춰진 축구 경기장 3면으로 구성되어 있으며, 2003년에 준공되었다.

## 참고 문헌
- 《전국 공공체육 시설 현황 (2017년말 기준)》. 대한민국 문화체육관광부. 2019.

## 같이 보기
- 동해웰빙레포츠타운
- 동해종합경기장